# Entente Sportive de Sétif
Entente Sportive de Sétif (árabe : الوفاق الرياضي السطايفي) (Pronúncia: [ɑ.tɑt spɔrtɪv də Sétif]), comumente referido como ES Sétif ou ESS para abreviação, é um clube de futebol profissional argelino com sede em Sétif que joga atualmente o Campeonato Argelino de Futebol. Foi fundado em 1958 e disputa seus jogos no Estádio 8 de Maio de 1945, com capacidade para 25 000 espectadores.

## História
ES Sétif é um dos clubes mais bem sucedidos na Argélia, tendo vencido o Campeonato Argelino 8 vezes, o segundo maior campeão do país, além de outras 8 conquistas da Copa da Argélia. O clube é um dos três únicos clubes argelinos que venceram a Liga dos Campeões da CAF, em 1988 e 2014.
Um fato curioso marcou a história do clube. Em 1988, o ES Sétif foi campeão da Copa Africana de Campeões (atual Liga dos Campeões da CAF), porém acabou sendo rebaixado no Campeonato Argelino na temporada 1987-88 tornando-se, assim, o único clube na história do futebol mundial a ser campeão continental e rebaixado no nacional na mesma temporada.

## Títulos

### Continentais
| INTERCONTINENTAIS | INTERCONTINENTAIS            | INTERCONTINENTAIS | INTERCONTINENTAIS                                                       |
|                   | Competição                   | Títulos           | Temporadas                                                              |
| ----------------- | ---------------------------- | ----------------- | ----------------------------------------------------------------------- |
|                   | Copa Afro-Asiático de Clubes | 1                 | 1989                                                                    |
| CONTINENTAIS      |                              |                   |                                                                         |
|                   | Competição                   | Títulos           | Temporadas                                                              |
|                   | Liga dos Campeões da CAF     | 2                 | 1988, 2014                                                              |
|                   | SuperTaça da CAF             | 1                 | 2015                                                                    |
| NACIONAIS         |                              |                   |                                                                         |
|                   | Competição                   | Títulos           | Temporadas                                                              |
| Argélia           | Campeonato Argelino          | 8                 | 1967-68, 1986-87, 2006-07, 2008-09, 2011-12, 2012-13, 2014-15, 2016-17. |
| Argélia           | Copa da Argélia              | 8                 | 1962–63, 1963–64, 1966–67, 1967–68, 1979–80, 1988–89, 2009–10, 2011–12  |
| Argélia           | Supercopa da Argélia         | 2                 | 2015, 2017                                                              |

- Liga dos Campeões Árabes: 2 (2007, 2008)
- Copa das Confederações da CAF: Vice-campeão (1) : 2009